# Pyrgulopsis
Pyrgulopsis é um género de gastrópode  da família Hydrobiidae.
Este género contém as seguintes espécies:
- Pyrgulopsis agarhecta
- Pyrgulopsis aloba
- Pyrgulopsis avernalis
- Pyrgulopsis bacchus
- Pyrgulopsis bernardina
- Pyrgulopsis bruneauensis
- Pyrgulopsis castor
- Pyrgulopsis chupaderae
- Pyrgulopsis conica
- Pyrgulopsis cruciglans
- Pyrgulopsis crystalis
- Pyrgulopsis davisi
- Pyrgulopsis erythropoma
- Pyrgulopsis fairbanksensis
- Pyrgulopsis gilae
- Pyrgulopsis giuliani
- Pyrgulopsis glandulosa
- Pyrgulopsis idahoensis
- Pyrgulopsis isolata
- Pyrgulopsis metcalfi
- Pyrgulopsis micrococcus
- Pyrgulopsis montezumensis
- Pyrgulopsis morrisoni
- Pyrgulopsis nanus
- Pyrgulopsis neomexicana
- Pyrgulopsis nevadensis
- Pyrgulopsis ogmoraphe
- Pyrgulopsis olivacea
- Pyrgulopsis ozarkensis
- Pyrgulopsis pachyta
- Pyrgulopsis pecosensis
- Pyrgulopsis pisteri
- Pyrgulopsis robusta
- Pyrgulopsis roswellensis
- Pyrgulopsis simplex
- Pyrgulopsis sola
- Pyrgulopsis thermalis
- Pyrgulopsis thompsoni
- Pyrgulopsis trivialis